# Wydawnictwo Novae Res
Wydawnictwo Novae Res – gdyńska oficyna wydawnicza, założona w 2007 przez Wojciecha Gustowskiego i Krzysztofa Szymańskiego, wydające część książek na zasadzie  wydawnictw subsydiowanych, czyli współfinansowanych przez autorów.
Od początku istnienia jest partnerem Pomorskiego Parku Naukowo-Technologicznego w Gdyni, na którego terenie ma siedzibę. Wydawnictwo jest członkiem Polskiej Izby Książki oraz Polskiego Towarzystwa Wydawców Książek.
Novae Res jest także pomysłodawcą i organizatorem cyklicznego konkursu Literacki Debiut Roku, który działa pod honorowym patronatem Ministerstwa Kultury i Dziedzictwa Narodowego.

## O wydawnictwie
Wydawnictwo zajmuje się publikacją, dystrybucją i promocją polskiej prozy, wydając swoje książki w modelu przewidującym publikowanie subsydiowane (współfinansowane przez autorów) i tradycyjne. Dotychczas opublikowało ponad 1500 tytułów. Rokrocznie nakładem Novae Res ukazuje się około 200 nowości, zaś w mediach pojawia się ponad 1000 recenzji wydanych książek.
Wielu wśród autorów wydawnictwa to debiutanci,  ponadto Novae Res publikuje takich autorów jak: Piotr C., Agnieszka Lingas-Łoniewska, Nina Reichter, Jolanta Kosowska, Magdalena Knedler, Daniel Koziarski, Anna Szafrańska, Adrian Bednarek, K.N. Haner, Augusta Docher, Agata Czykierda-Grabowska, Anna Kasiuk, Mikołaj Milcke czy Edward Łysiak.

## Wyróżnienia
Projekt „Novae Res” zwyciężył w 2007 w V edycji konkursu „Gdyński Biznesplan”. W 2012 wydawnictwo za swoją działalność otrzymało wyróżnienie Kapituły Konkursu „Mikroprzedsiębiorca Roku” organizowanego przez Fundację Kronenberga i Citi Handlowy. W 2017 zostało nagrodzone statuetką lidera wśród opiniotwórczych wydawnictw książkowych w VI edycji konkursu „Polish Businesswoman Awards” magazynu „Businesswoman & Life“ oraz laureatem XX edycji konkursu „WIKTORIA Znak Jakości Przedsiębiorców”, w kategorii „działalność naukowa, edukacyjna i badawczo-rozwojowa”.

## Działania społeczne
Novae Res było sponsorem licznych akcji społecznych i kulturalnych. Współpracowało między innymi z Wielką Orkiestrą Świątecznej Pomocy, Fundacją „Mam Marzenie”, Fundacją „Mam serce”, Fundacją „Wybieram zdrowie”, „Keepers Foundation, Polskim Towarzystwem Walki z Mukowiscydozą, Stowarzyszeniem rodziców dzieci niepełnosprawnych „Tacy sami”, Fundacją „Wspólnota Gdańska”, Fundacją Ochrony i Promocji Zabytków Pomorza „Pro turris”, a także wsparło szereg projektów kulturalnych szkół i bibliotek, konkursów literackich oraz kampanii społecznych promujących czytelnictwo w całej Polsce.

## Kontrowersje
W 2014 wydawnictwo Novae Res groźbą procesu sądowego zmusiło autorkę opublikowanej w internecie recenzji jednej z książek tej oficyny (Pamiętnik Diabła Adriana Bednarka) do usunięcia recenzji. Recenzja krytykowała niski poziom wydawniczy książki i wskazywała szereg błędów, między innymi ortograficznych.
Sekretarz redakcji wydawnictwa Novae Res w jednym z wywiadów oświadczyła, że blogerka „wykroczyła poza ramy recenzji”, a ze strony Novae Res została jedynie „skierowana prośba o usunięcie recenzji”. Dorota Konkel sugerowała ponadto, że blogerka, wytykając błędy w książce, postąpiła nieetycznie oraz „nadinterpretowała niezamierzone usterki stylistyczne czy językowe”. Wydawnictwo Novae Res wystosowało jednak przeprosiny za grożenie podjęciem kroków prawnych. Redaktor naczelny wydawnictwa, odnosząc się do tej sprawy w 2017, stwierdził: „Nie ma tutaj dla nas usprawiedliwienia – nie przypilnowaliśmy naszego redaktora, który swoją pracą ośmieszył siebie i wydawnictwo”. We wzmiankowanych przeprosinach stwierdzono jednak, iż redaktorów było dwóch.